# 宮町 (福島市)
宮町（みやまち）は、福島県福島市の町名。丁番を持たない単独町名である。郵便番号は960-8106。

## 地理
市の本庁所管にあたる中央東地域に属し、福島駅前繁華街の北東部に位置する。東西は福島市道舟場町山下町線から福島市道宮町1号線周辺にかけての約130m、南北は福島市道上町北町線から福島市道新町浜田町線にかけての約330mの範囲を町域とする。北で新浜町、北東角で松木町、東で仲間町、南東で北町、南で上町、西で新町隣接する。上町に所在する 福島警察署及び天神町に所在する福島消防署のそれぞれ管轄にあたる。福島城下町総鎮守である福島稲荷神社が所在し、町名の由来ともなっている。

## 歴史
1897年に字名変更が行われ、旧来の信夫郡福島町の字北裡通、御山通一丁目のそれぞれ一部と、腰浜村の一部に当たる区域が再編され設置された。1964年に住居表示が実施され現在に至る。

## 世帯数と人口
2021年（令和3年）5月31日現在の世帯数と人口は以下の通りである。
| 町丁 | 世帯数 | 人口  |
| ---- | ------ | ----- |
| 宮町 | 87世帯 | 152人 |

## 小・中学校の学区
市立小・中学校に通う場合、学区は以下の通りとなる。
| 番地 | 小学校                 | 中学校                 |
| ---- | ---------------------- | ---------------------- |
| 全域 | 福島市立福島第二小学校 | 福島市立福島第二中学校 |

## 交通

### 鉄道
- 町域内に現在鉄道施設はない。最寄り駅はJR東北本線福島駅。

### 道路
- 福島市道31号腰浜町町庭坂線
- 福島市道60162号栄町豊田町線（北裡通り）

## 施設
- 福島稲荷神社
- 福島文化幼稚園